# Persea palustris
Персея болотна (Persea palustris) — це невелике дерево або кущ, що зустрічається на південному сході Сполучених Штатів та на Багамських островах, причому більша частина його ареалу збігається з ареалом її родича Persea borbonia.
Як правило, її висота не перевищує 12 метрів. Кора розділена на лусочки з тріщинами по поверхні. Зріле листя зелене, з нижньої сторони блідіше, з помітними коричневими або червонувато-коричневими волосками. Вид віддає перевагу болотам і прибережним районам, особливо місцям із вологим, багатим на торф ґрунтом. Персея чутлива до грибкового захворювання, відомого як лаврове в’янення, навіть більше, ніж споріднені види.

## Опис
Персея болотна може росте як струнке дерево зі стовбуром заввишки від 9 до 12 метрів. Стовбур зазвичай менш як 0,3 метра в діаметрі. Однак найчастіше він росте у вигляді куща з 3-4 метровими стеблами. Товщина кори зазвичай не перевищує 6 міліметрів, з тріщинами, що розділяють її поверхню на окремі лусочки. Гілки міцні, а в молодому віці вони круглі та трохи скошені. Протягом перших двох сезонів дерева вкриті шаром іржавого кольору, який з часом значно зменшується і повністю зникає через два-три роки. Листя може бути ланцетним або довгоеліптичним, верхня сторона від світло до темно-зеленого кольору, з нижньою стороною світлішою, вкритою характерними коричневими волосками. Листя завдовжки 5-20 см. Квітки дрібні двостатеві (мають чоловічі та жіночі компоненти), з 6 листочками оцвітини (зовнішні частини), 9 тичинками (органи, що виробляють пилок), і однією маточкою (яка містить жіночі репродуктивні частини). Вони жовто-зелені, з 2-3 пелюстками, з’являються в травні-червні. Плід — невелика кістянка (одна насінина, оточена м’якоттю), довгаста або округла, приблизно 1 см завдовжки. Щільний, червонувато-коричневий ворсистий наліт на листках і гілках легко відрізняє його від його родичів Persea humilis і Persea borbonia.

### Таксономія
Persea palustris був спочатку описаний як Laurus carolinensis Франсуа Андре Мішо в 1813 році, а потім переприсвоєний Laurus carolinensis var. pubescens Фредеріка Трауготта Пурша. Костянтин Самуель Рафінеск пізніше описав його як Tamala palustris у 1838 році. У 1895 році Чарльз Спраг Сарджент використав назву Persea pubescens  У 1919 році він переглянув назву на Persea palustris через правила іменування, прийняті Міжнародним ботанічним конгресом, які стверджували, що назва роду повинна використовуватися першою. З цих назв Інтегрована система таксономічної інформації визнає лише Persea pubescens як синонім Persea palustris, а також Persea borbonia var. pubescens (наведено Елбертом Лютером Літтлом) і Tamala pubescens (надано Джоном Кункель Смоллом). Його також називають персеєю болотною.

### Хвороби
Значну небезпеку для Персея болотної становить лаврове в'янення. Воно викликається грибком Raffaelea lauricola, який поширюється жуком-амброзієм, Стійкіша до галлів (здуття), ніж інші види.

## Поширення і середовище проживання
Персея болотна поширена на південному сході Сполучених Штатів і на Багамських островах, зустрічається в одинадцяти різних штатах США, від Делавера до південно-східного Техасу. Його природне середовище існування включає болота, затоки, покосини, прибережні смуги та приморські ліси, особливо у вологому торф’янистому ґрунті, хоча він також може рости на сухому піщаному ґрунті.

## Вирощування
Персея болотна природно росте в районах з теплим і вологим літом і відносно м’якою зимою, але на півночі свого ареалу вона стикається з морозами, які іноді опускаються нижче -20 °C, і навіть на півдні ареалу температура іноді опускається нижче -15 °C.
З дослідів, особливо в США, виробникам вдалося з'ясувати, що рослина стійка до двадцятиградусних морозів. При температурі значно нижче -20 °C надземна частина може підмерзнути, але рослина швидко відновлюється з коренів. У будь-якому випадку на сильні голі заморозки рослину краще замульчувати. Вид найчастіше зустрічається на околицях боліт, але він настільки пристосований, що в природі також росте в лісах, на узліссях полів, у затоках і, в крайньому разі, навіть у більш сухих піщаних місцях і на піщаних дюнах. Тому він добре переносить різні типи ґрунту та умови вологості. Однак у гірших умовах вони утворюють менше тіло.
Плоди персеї болотної де-факто неїстівні. Однак листя сушать як спецію, яка чимось нагадує лавр, до якого ця рослина є споріднена.
В Україні персею болотну найкраще вирощувати в місцях, захищених від північних вітрів і від різкого зимового сонця, тобто в так званій зимовій тіні. Але, здається, рослина може рости на сонячному місці.

## Галерея

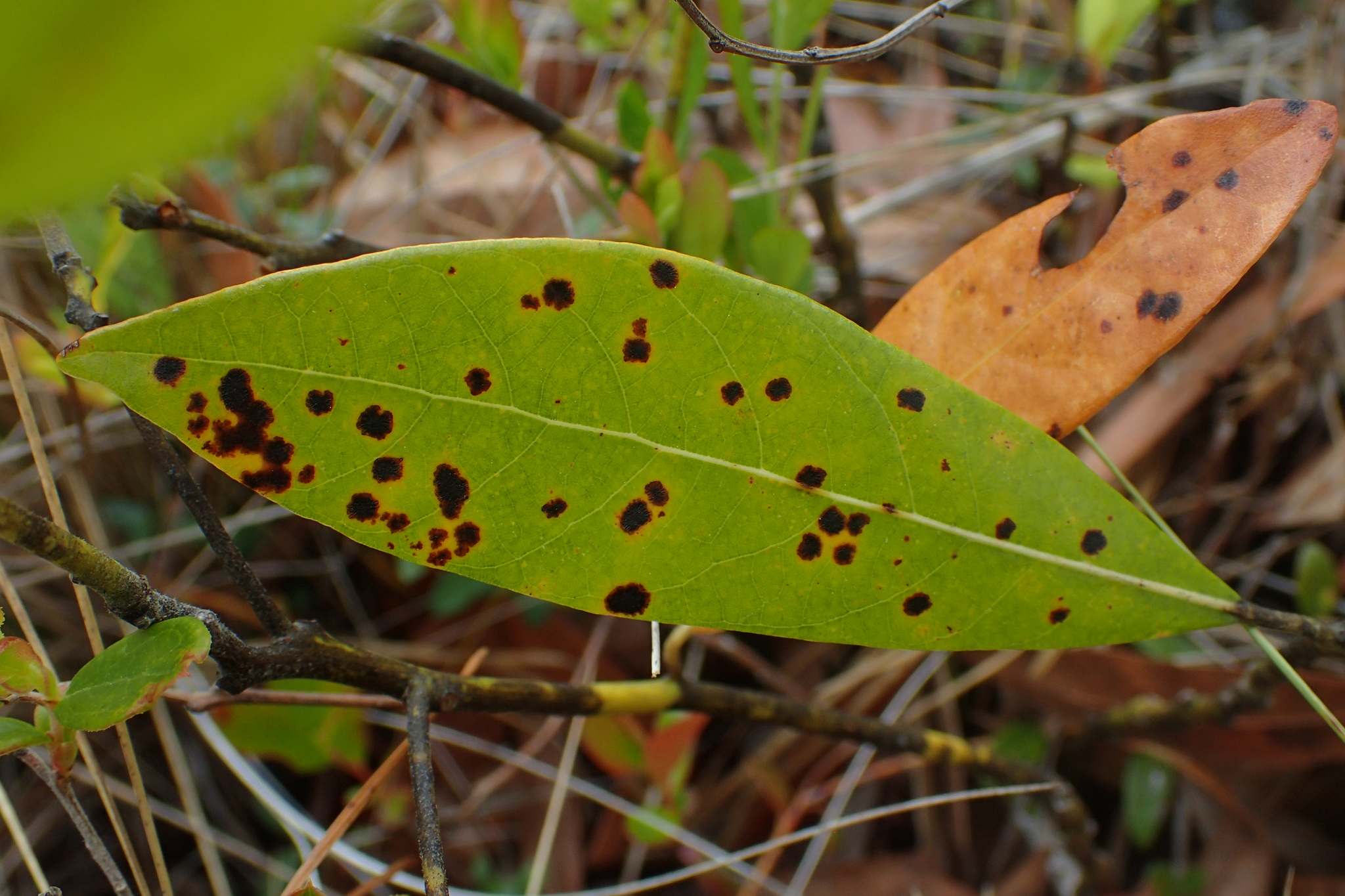
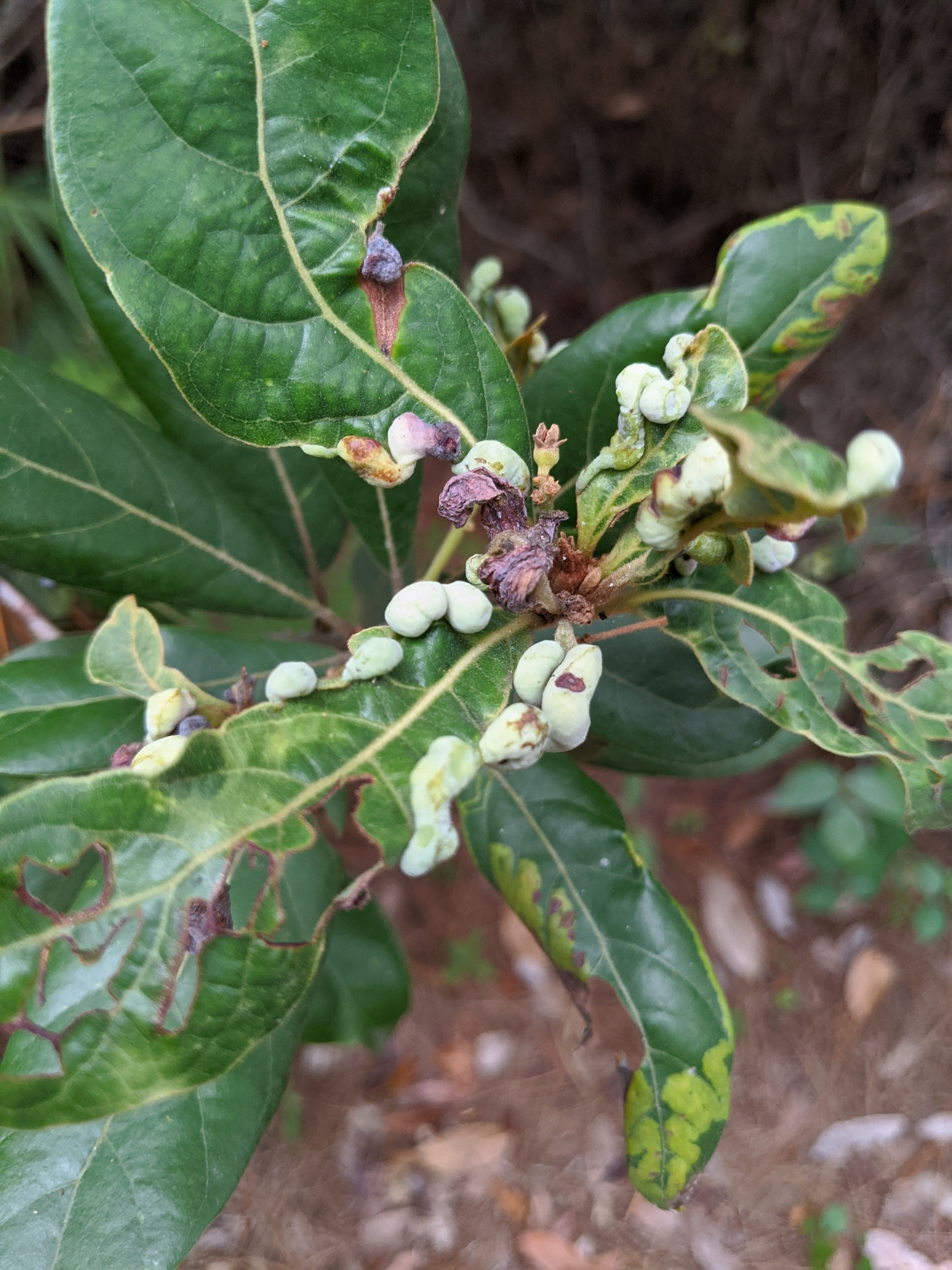
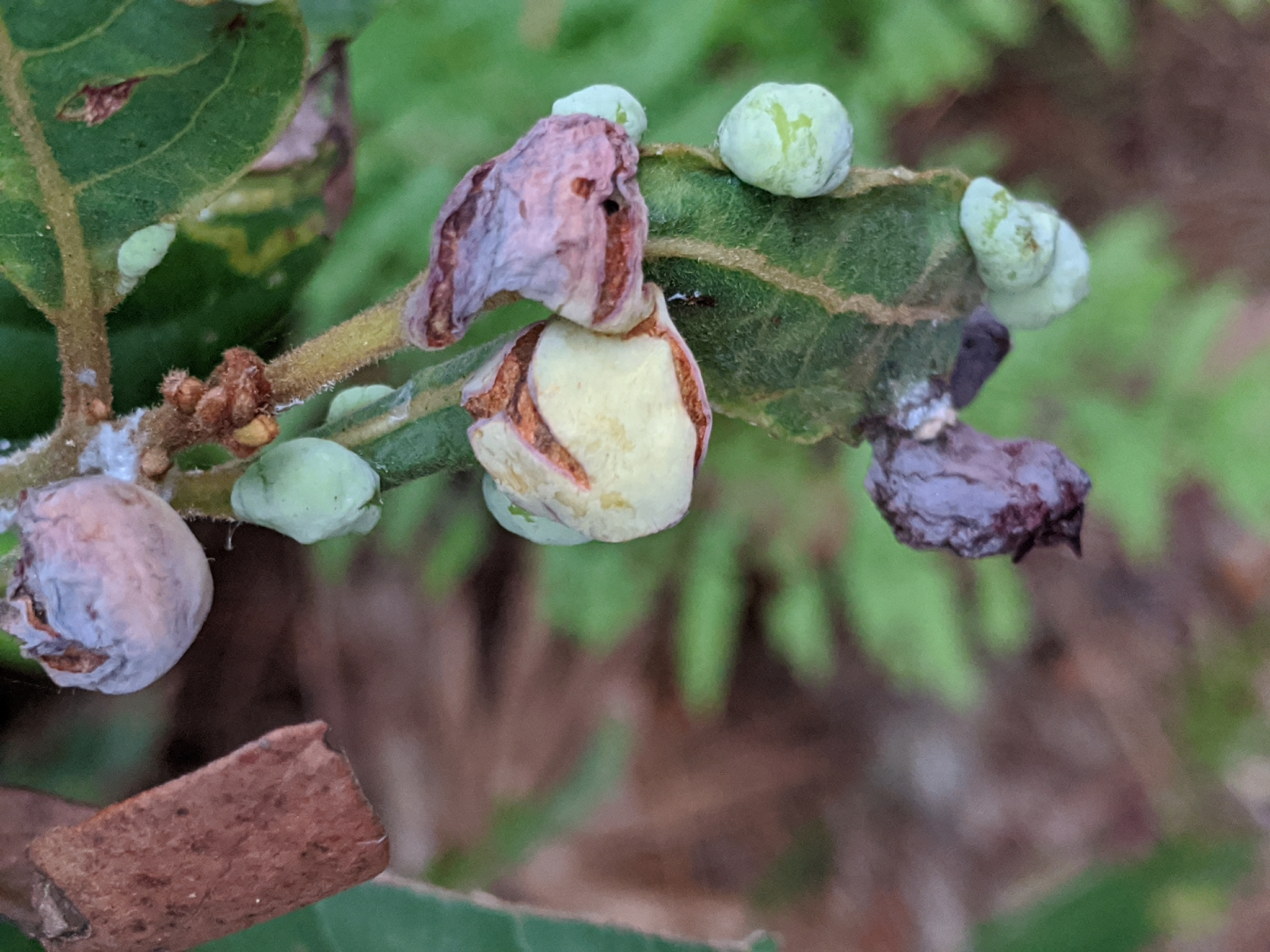
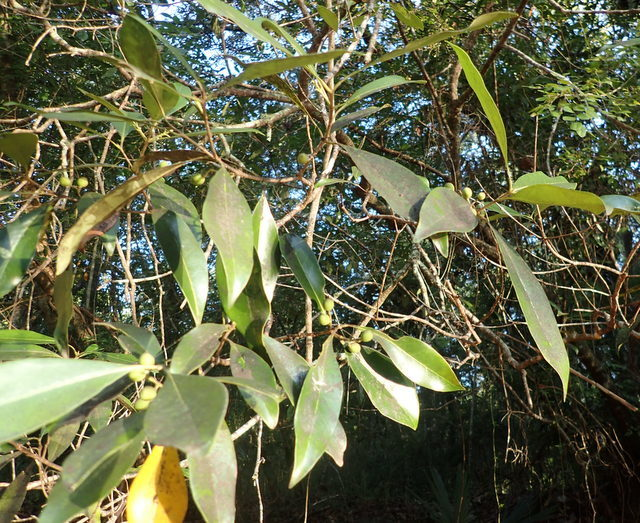
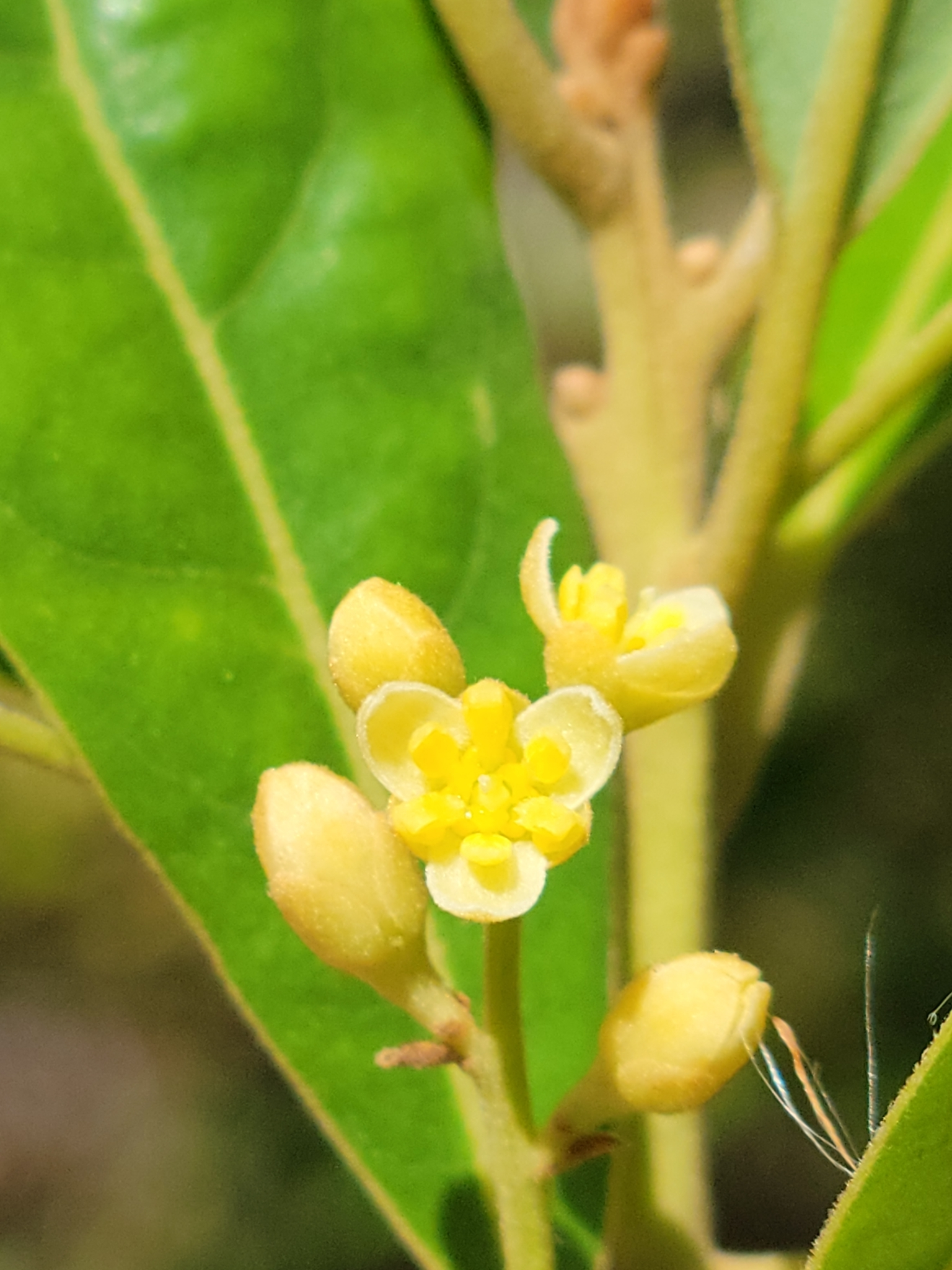
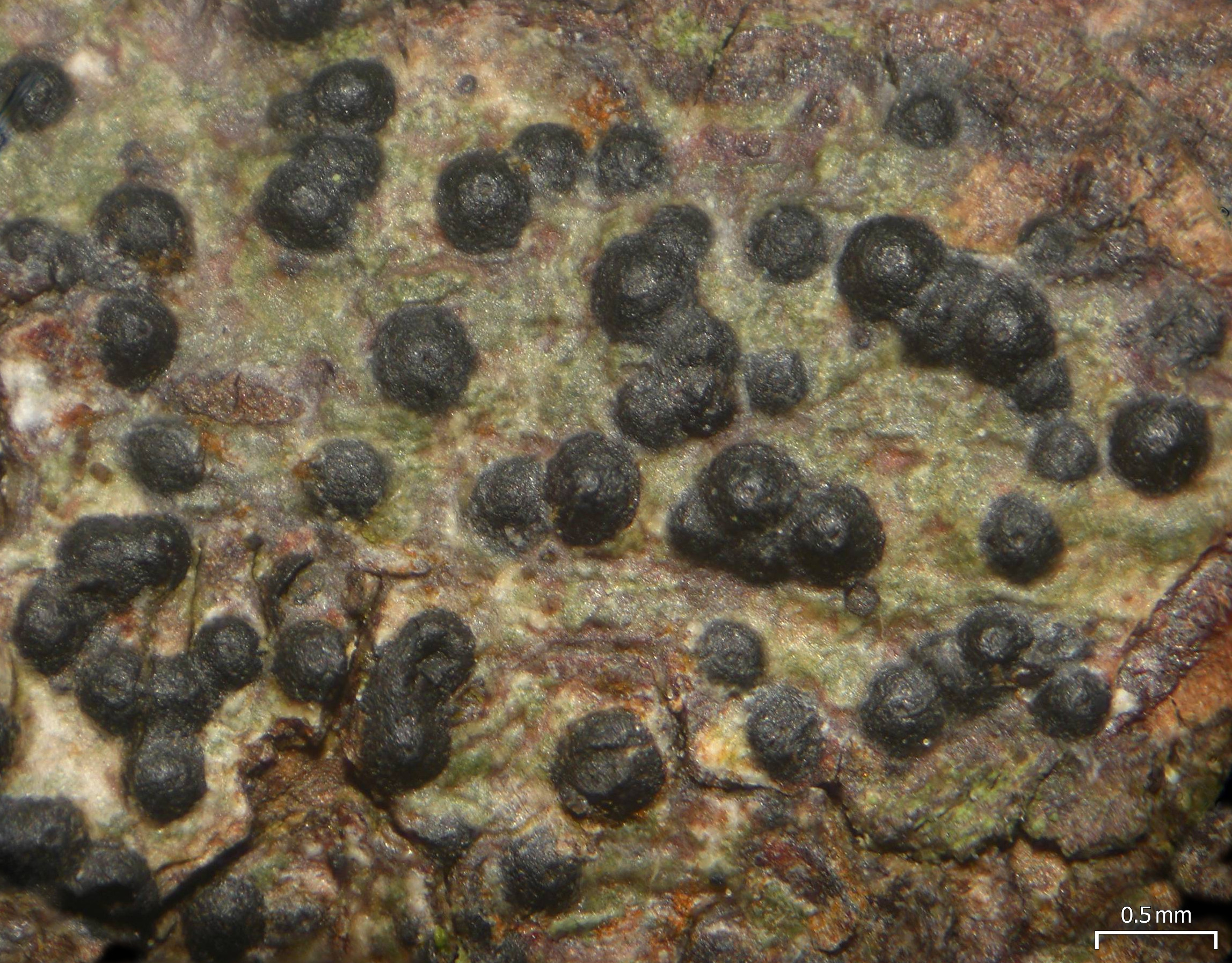
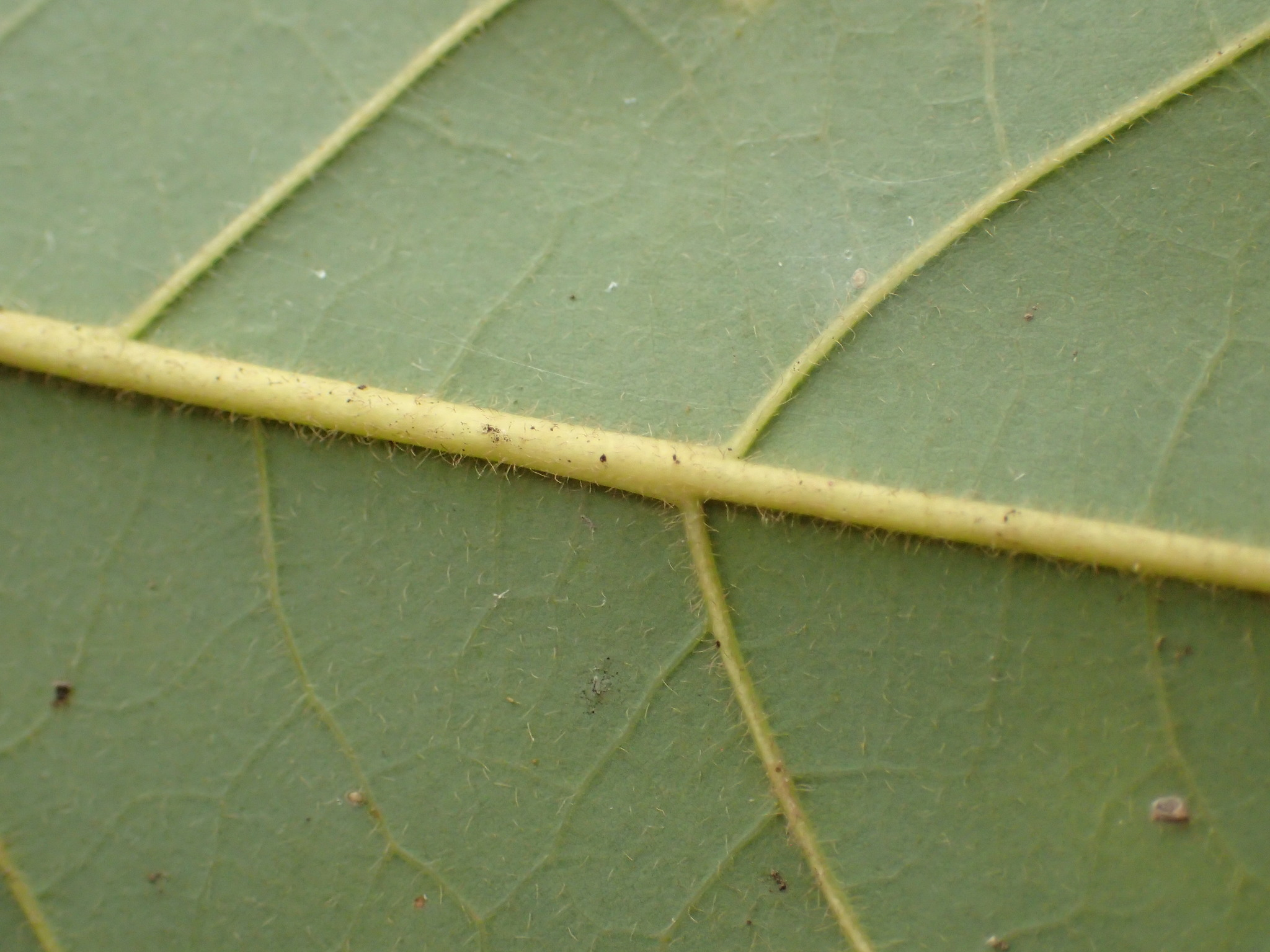
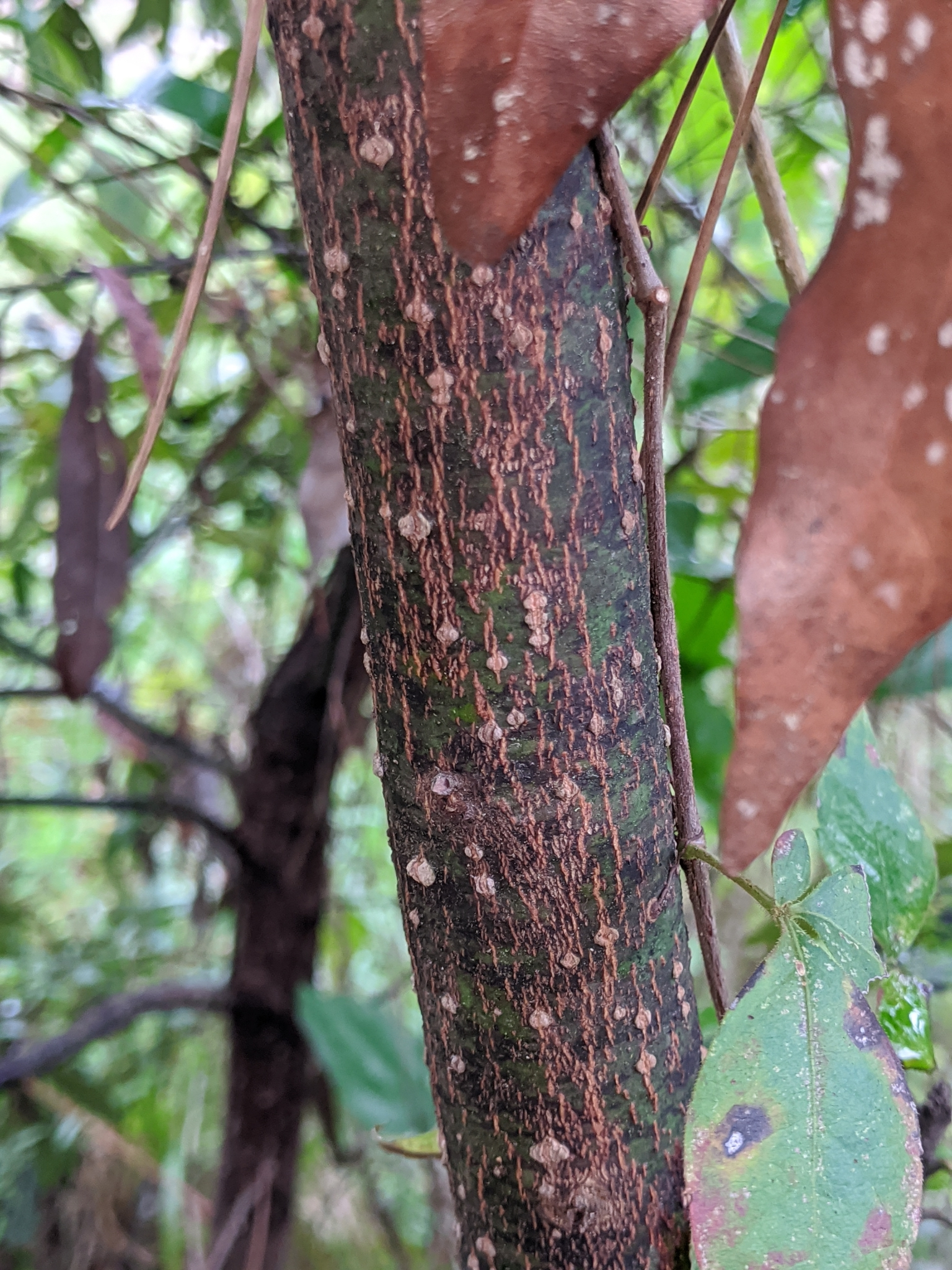
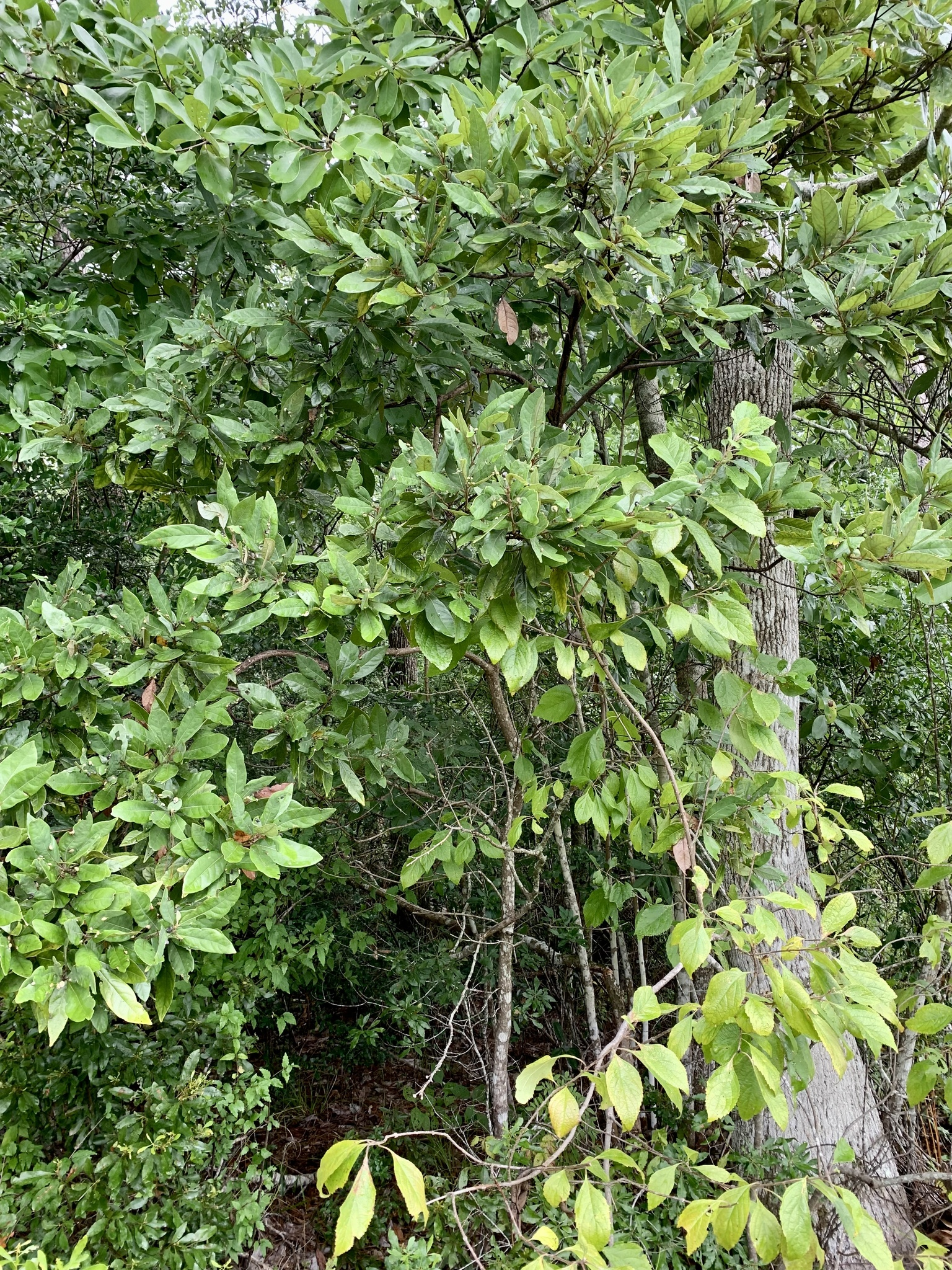